# Han (affluent du Yangtsé)
Pour les articles homonymes, voir Han.
La Han ou Han Jiang (en sinogrammes 汉江) ou dans l'Antiquité Hanshui (漢水)  est une rivière chinoise longue de 1 532 kilomètres. C'est un des affluents les plus importants du Yangtsé (Yangzi Jiang), le plus grand fleuve chinois. elle coule d'ouest en est à travers les provinces de Shaanxi, Hubei et Henan avant de se jeter dans le Yangzi au niveau de la métropole de Wuhan.

## Cours
La Han prend sa source dans le sud-ouest de la province du Shaanxi  dans les monts Shenqiong qui font partie du massif du Micang. Son cours supérieur prend successivement les noms de Yudai, Yang et Mianxian inférieur. A la hauteur de la ville de Hanzhong le cours d'eau prend le nom de Han. Il coule vers l'est au pied des monts Qinling et reçoit les eaux de plusieurs affluents du nord issus de ce massif dont le plus important est la rivière Xun. Il reçoit également de nombreux affluents venus du sud issus des Monts Daba. Le cours supérieur du fleuve circule dans une vallée accidentée et montagneuse mais à partir de Hanzhong le fleuve s'ouvre sur une vallée alluviale fertile large de 19 km sur une longueur de 100 km. À partir d'Ankang, la rivière traverse une succession de gorges profondes avant d'émerger dans le bassin versant principal du Yangzi au niveau de Guanghua en amont de Yunxian dans la province de Hubei.
Le cours inférieur du fleuve circule dans une riche région de plaine. Le cours change fréquemment et le terrain est tellement plat que les crues peuvent noyer de grandes surfaces de terrain ce qui a imposé la construction d'un important réseau de digues. En amont de Xiangfan, au niveau de Jun Xian, là où le fleuve reçoit les eaux de son affluent la rivière Dan, un barrage a été construit pour limiter les débordements, faciliter la navigation fluviale, permettre l'irrigation et produire de l'électricité. Plus en aval à Xiangfan, le fleuve reçoit les eaux de la rivière Baishui son affluent le plus important. Un grand lac de barrage a été édifié au confluent dans les années 1950 pour réguler le fleuve. Quatre projets d'irrigation ont été également menés à bien. En aval de Xiangfan, la Han se dirige vers le sud en traçant de larges méandres avant de reprendre la direction de l'est  pour se jeter dans le Yangzi Jiang au niveau de la ville de Wuhan. Le confluent des deux rivières divise cette ville en trois sous-ensembles : Wuchang, Hankou et Hanyang. Sur son cours inférieur le fleuve Han se divise en un grand nombre de chenaux avant de rétrécir fortement son lit immédiatement avant son confluent avec le Yangzi. Les crues sont fréquentes sur cette partie du cours et un bassin de rétention a été construit en 1954 au sud du confluent avec le Yangzi.

## Affluents
Les principaux affluents du fleuve sont : 
- Affluents de la rive gauche : les Xun, Dan, Bai et  Fushui.
- Affluents de la rive droite : les Du, Chi, Nan et Muma

Le plus long affluent du fleuve Han est la rivière Dan qui prend sa source dans les monts Qinling dans le Sud du Shaanxi et se jette dans la Han à Danjiangkou dans le Nord du Hubei.